# John Sherwood (Leichtathlet)
John Sherwood (* 4. Juni 1945 in Selby) ist ein ehemaliger britischer Hürdenläufer, der sich auf die 400-Meter-Distanz spezialisiert hatte.
1967 gewann er Silber bei der Universiade. Im Jahr darauf errang er bei den Olympischen Spielen 1968 in Mexiko-Stadt mit seiner persönlichen Bestzeit von 49,0 s die Bronzemedaille hinter seinem Landsmann David Hemery, der mit 48,1 s einen Weltrekord aufstellte, und dem Deutschen Gerhard Hennige (49,0 s). In der  4-mal-400-Meter-Staffel kam er mit der britischen Mannschaft auf den fünften Platz.
Einer Silbermedaille bei den Leichtathletik-Europameisterschaften 1969 in Athen folgte 1970 eine Goldmedaille bei den British Commonwealth Games in Edinburgh, bei denen er außerdem mit der englischen Mannschaft Bronze in der 4-mal-400-Meter-Staffel gewann. Bei den Olympischen Spielen 1972 in München schied er im Vorlauf aus.
Viermal wurde er englischer Meister über 440 Yards Hürden bzw. 400 m Hürden (1966, 1967, 1969, 1971).
John Sherwood startete für die Birchfield Harriers. Er ist mit der Weitspringerin Sheila Sherwood (geb. Parkin) verheiratet.

## Persönliche Bestzeiten
- 400-Meter-Lauf: 46,8 s, 23. August 1969, London
- 400 m Hürden: 49,03 s, 15. Oktober 1968, Mexiko-Stadt